# Атомэнергопроект (Москва)
АО «Атомэнергопроект» — инжиниринговая компания, предприятие госкорпорации «Росатом». Является генеральным проектировщиком и генеральным подрядчиком сооружения атомных электростанций. Осуществляет полный комплекс работ и услуг по сооружению АЭС, начиная от выбора площадки для строительства и заканчивая выводом из эксплуатации. Компанией созданы проекты большинства АЭС на территории России, Восточной Европы и стран СНГ. Атомэнергопроект является генеральным проектировщиком АЭС «Бушер» в Иране, АЭС «Куданкулам» в Индии и АЭС «Аккую» в Турции.
С 17 октября 2014 года единоличным исполнительным органом Атомэнергопроекта является АО «НИАЭП». С 2016 года входит в контур созданного Инжинирингового дивизиона Росатома.

## История

### Становление
История Атомэнергопроекта неразрывно связана со становлением и развитием советской и российской энергетики. 20 октября 1918 года на пленарном заседании первой сессии Центрального электротехнического совета ВСНХ было принято решение организовать Бюро по проектированию районных электростанций на подмосковном угле в районе городов Скопина и Тулы. В 1920 году был принят план ГОЭЛРО, после чего в стране началось централизованное проектирование тепловых электростанций. Для организации проектировочных работ в 1932 году был создан Всесоюзный Государственный трест по проектированию и изысканиям тепловых электрических станций и электрических сетей «Теплоэлектропроект». Трест имел три отделения (четыре с 1934 года), одно из которых, Московское, выделенное в 1938 году из состава Центрального отделения, и легло в основу Атомэнергопроекта.

### 1950—1960-е годы
В 1950 годах в СССР было решено начать строительство в Обнинске первой в мире атомной электростанции. Вместе с тем необходимо было найти организацию, способную заняться её проектированием, так как организации Министерства среднего машиностроения не владели вопросами, связанными с производством и транспортировкой электроэнергии, хотя и имели опыт проектирования промышленных ядерных установок. Было решено, что проектированием турбинного отделения и электрической части электростанции будет заниматься проектный институт «Теплоэлектропроект» — наиболее квалифицированная проектная организация Минэнерго.
Так как с поставленной задачей институт справился, ему было поручено проектирование последующих АЭС. В мае 1956 года специалисты Московского отделения начали проектирование Нововоронежской атомной электростанции с водо-водяными энергетическими реакторами (ВВЭР), которая стала первой в мире опытно-промышленной АЭС.
Развитие ядерной энергетики привело к необходимости выделения самостоятельной организации, которой в 1966 году стало Специальное проектное бюро по проектированию атомных электростанций (СПБ), основу которого составлял отдел комплексного проектирования № 1 (бывший ОКП № 7) Московского отделения «Теплоэлектропроекта». В том же году институт выпустил унифицированный проект энергоблока с реактором ВВЭР-440. В 1969 году СПБ было переименовано в отдел атомной энергетики (ОАЭ) Московского отделения «Теплоэлектропроекта».

### 1970—1980-е годы
В конце 1960 — начале 1970 годов к работе по проектированию АЭС подключились Горьковское, Киевское и Харьковское отделения «Теплоэлектропроекта».
Новым этапом деятельности стала разработка энергоблока с реакторами ВВЭР-1000, первый из которых был построен на Нововоронежской АЭС. Параллельно с проектированием АЭС в Советском Союзе были созданы проекты атомных электростанций в дружественных странах — Болгарии, Венгрии, ГДР, Чехословакии, Финляндии, на Кубе.
В 1982 году «Теплоэлектропроект» был реорганизован во Всесоюзный Государственный научно-исследовательский и проектно-изыскательский институт по проектированию атомных электростанций и крупных топливно-энергетических комплексов «Атомтеплоэлектропроект». В конце 1986 года из состава «Атомтеплоэлектропроекта» выделен Всесоюзный государственный научно-исследовательский, проектно-конструкторский и изыскательский институт «Атомэнергопроект», в задачи которого входило теперь исключительно проектирование атомных электростанций. В его состав были переданы Ленинградское, Харьковское, Киевское, Горьковское отделения «Атомтеплоэлектропроекта» и Ереванский научно-исследовательский отдел по сейсмологии и сейсмостойкому строительству. Одновременно с этим «Атомтеплоэлектропроект» был вновь переименован в «Теплоэлектропроект».
К концу 80-х годов в институте работали 8900 человек, из них в Москве — 1350 человек. В связи с аварией на ЧАЭС «Атомэнергопроекту» было поручено пересмотреть все проекты атомных электростанций СССР с точки зрения повышения их безопасности, в некоторых случаях в них были внесены коррективы. Одновременно институт выполнял проекты более 70 энергоблоков мощностью в основном 1000 МВт каждый, однако из них построены и введены в строй только девять.

### 1990—2000-е годы
После распада СССР институт, объединявший в своём составе организации нескольких союзных республик, не мог существовать в прежнем виде. В 1992 году из института вышли Харьковское, Киевское и Армянское отделения, а в следующем году решением Министерства Российской Федерации по атомной энергии из института «Атомэнергопроект» были исключены и стали самостоятельными предприятиями Ленинградское (Санкт-Петербургское) и Горьковское (Нижегородское) отделения.
В середине 1990-х годов для института наступили наиболее трудные времена. Руководству пришлось пойти на сокращение числа сотрудников. В результате к середине 1997 года в головном подразделении работало в полтора раза меньше людей, чем в 1990 году. В июле 1997 года институт был реорганизован: введён внутренний хозрасчёт, внедрены методы бюджетирования и финансового контроля. Меры оказались эффективными, и в том же году численность института начинает увеличиваться.
20 июля 2001 года Государственный научно-исследовательский, проектно-конструкторский и изыскательский институт «Атомэнергопроект» был преобразован в Федеральное государственное унитарное предприятие «Научно-исследовательский, проектно-конструкторский и изыскательский институт „Атомэнергопроект“».
В 2007 году «Атомэнергопроект» получил статус инжиниринговой компании. Компания стала генподрядчиком Нововоронежской АЭС-2, являясь одновременно генеральным проектировщиком станции.
19 августа 2008 года институт преобразован в ОАО «Атомэнергопроект» и в том же году был включён в состав ОАО «Атомэнергопром» — компании, объединяющей активы российской атомной энергетики и являющейся 100%-ным дочерним обществом Государственной корпорации по атомной энергии «Росатом».

## Структура и руководство
Организационно Атомэнергопроект разделён на три подчинённых руководству компании блока: Блок по сооружению объектов, Блок обеспечивающих функций и Проектный блок. В состав первого входят нововоронежские филиалы компании: Дирекция по сооружению Нововоронежской АЭС-2 и строительно-монтажный филиал, а также Сосновоборский филиал — Дирекция по сооружению Ленинградской АЭС-2. В Блок обеспечивающих функций входит нововоронежский филиал — Гостиница «Дон». Проектный блок включает в себя проектно-изыскательские филиалы Атомэнергопроекта: Нововоронежский, Балаковский, Курчатовский, Десногорский, Волгоградский проектный филиал, Малоярославецкий изыскательский филиал, филиал ВНИПИЭТ, филиал в городе Анкара Турецкой Республики, а также представительства компании в Болгарии и Чехии.
Общее руководство компанией осуществляет генеральный директор. Эту должность в разное время занимали:
- 1987 год — Валерий Иванович Курочкин;
- 1997 год — Андрей Борисович Малышев;
- 2002 год — Илья Игоревич Копытов;
- 2006 год — Владимир Николаевич Генералов[14];
- 2010 год — Дан Михайлович Беленький[15];
- 2011 год — Леонид Валентинович Егоров[16];
- 2012 год — Марат Ренадович Мустафин[17][18].
- 2021 год — Топчиян Рубен Мигружанович[19]

10 октября 2014 года госкорпорацией «Росатом» принято решение назначить Объединенную компанию АО «НИАЭП» — ЗАО «АСЭ» единоличным исполнительным органом АО «Атомэнергопроект» (Москва).
В конце 2016 года объединенная компания вошла в контур созданного Инжинирингового дивизиона Росатома — АСЕ (создан из объединения ключевых инжинирирнговых и строительных компаний — НИАЭП-АСЕ, Атомэнергопроект, АТОМСТРОЙ). Головной компанией дивизиона является АО ИК «АСЭ».

## Деятельность
Компания осуществляет комплексную деятельность в области сооружения АЭС по четырём направлениям: инженерные изыскания и экология, проектирование, сооружение и сопровождение.
В рамках инженерных изысканий и экологических исследований проводится изучение воздействий опасных процессов и явлений природного и техногенного происхождения на безопасность объекта, обоснование экологической безопасности проектов, а также сопровождение проектных материалов в общественной и государственной экологических экспертизах. Кроме того, компания проводит экологический, геодезический, гидрогеологический, геотехнический, сейсмологический и гидрометеорологический мониторинг природной среды в районе проектируемых, строящихся и действующих объектов.
На этапе сооружения проектировочная деятельность компании заключается в разработке предпроектной и проектной документации, включая предварительный отчёт обоснования безопасности, вероятностный анализ безопасности, оценку воздействия на окружающую среду, а также окончательный отчёт обоснования безопасности. На этапе эксплуатации компания разрабатывает проектную и рабочую документацию по реконструкции и модернизации АЭС и продлению сроков эксплуатации, осуществляет техническую поддержку эксплуатации АЭС. На этапе вывода из эксплуатации Атомэнергопроект принимает участие в обследовании АЭС, разрабатывает проектную и рабочую документации по выводу АЭС из эксплуатации и осуществляет авторский надзор при выводе из эксплуатации.
Во время сооружения станции Атомэнергопроект обеспечивает выполнение, технический надзор и контроль качества строительно-монтажных работ, технологическое обеспечение строительной площадки и контроль качества инженерных систем. Компания осуществляет управление бюджетом строительства, организацию подрядных тендеров, оценку и выбор субподрядчиков, подготовку и заключение договоров, организацию взаимодействия субподрядчиков на строительной площадке и оценку их деятельности, планирование, управление и проведение закупок, определение и документирование требований к поставкам, а также контроль оборудования и материалов на соответствие требованиям.
В рамках деятельности по сопровождению АЭС Атомэнергопроект осуществляет авторский надзор за сооружением станций и авторское сопровождение действующих АЭС, а также разрабатывает рабочую документацию по продлению срока эксплуатации или реконструкции и модернизации действующих станций.

## Проекты
За всю историю существования специалистами Атомэнергопроекта или при их участии было разработано около 120 проектов энергоблоков атомных станций с различными типами реакторов. Компанией созданы проекты большинства АЭС на территории России, Восточной Европы и стран СНГ. Атомэнергопроект является генеральным проектировщиком АЭС «Бушер» в Иране, АЭС «Куданкулам» в Индии и АЭС «Аккую» в Турции.
В России Атомэнергопроект является генеральным проектировщиком Курской, Смоленской, Балаковской, Нововоронежской и Билибинской атомных станций. C 2007 года компания является генеральным подрядчиком по проектированию и сооружению Нововоронежской АЭС-2, первый энергоблок которой будет введён в строй в 2014 году. Нововоронежская АЭС-2 станет головной атомной электростанцией перспективного проекта «АЭС-2006» с новыми реакторами ВВЭР-1200. Разработанный специалистами Атомэнергопроекта проект «АЭС-2006» отличается широким применением пассивных и активных систем безопасности и низкой чувствительностью к ошибкам персонала. Срок службы основного оборудования станций, построенных по проекту «АЭС-2006», увеличен до 60 лет.
В 2012 году компания стала генеральным проектировщиком Смоленской АЭС-2, первый энергоблок которой должен быть запущен в 2022 году. Компания является исполнителем инженерных изысканий и разработчиком базовой части ещё одного проекта станции замещения — Курской АЭС-2, первый энергоблок которой планируется ввести в эксплуатацию в 2020 году. Курская АЭС-2 и Смоленская АЭС-2 будут построены по разработанному Атомэнергопроектом проекту ВВЭР-ТОИ — типовому оптимизированному и информатизированному проекту двублочной АЭС с реактором ВВЭР-1300/510. 6 декабря 2013 года Атомэнергопроекту были переданы функции генподрядчика Ленинградской АЭС-2.
За пределами России по проектам компании построены и эксплуатируются Запорожская АЭС на Украине, станции «Козлодуй» в Болгарии, «Темелин» в Чехии и «Бушер» в Иране. Кроме того, Атомэнергопроект является генеральным проектировщиком строящейся АЭС «Куданкулам» в Индии и проектируемой АЭС «Аккую» в Турции.

## Показатели деятельности
| Основные показатели деятельности Атомэнергопроекта |       |        |        |        |        |        |        |  |
|                                                    |       |        |        |        |        |        |        |  |
|                                                    | 2008  | 2009   | 2010   | 2011   | 2012   | 2013   | 2014   |  |
| Выручка, млн руб.                                  | 6 947 | 16 466 | 27 039 | 28 382 | 29 790 | 38 519 | 60 300 |  |
| Чистая прибыль, млн руб.                           | 597   | 729    | 715    | 924    | 1944   | 280    | 580,5  |  |
|                                                    |       |        |        |        |        |        |        |  |
| Годовые отчёты на сайте Атомэнергопроекта          |       |        |        |        |        |        |        |  |

На протяжении ряда лет Атомэнергопроект показывает устойчивый рост. Об этом свидетельствует рост основных показателей деятельности компании, в том числе увеличение чистой прибыли с 714 млн рублей в 2010 году до 1944 млн в 2012.
В 2014 году выручка компании по РСБУ составила 60,3 млрд рублей, что в полтора раза больше, чем годом ранее и вдвое больше, чем в 2012 году. На рост выручки в 2014 году повлияло увеличение объемов строительно-монтажных работ на Нововоронежской АЭС-2 и Ленинградской АЭС-2 (на 21,5 % и 213,5 % соответственно), а также двукратное увеличение объемов поставки оборудования на нововоронежскую площадку.
В 2013 году производительность труда составила 5,41 млн рублей на человека, превысив данный показатель за 2012 год на 11 %. В следующем году компания планирует увеличить производительность труда до 7,3 млн рублей на человека.